# Cappella di Lagoni di Sasso
La cappella dei Lagoni di Sasso si trova nella omonima località del comune di Castelnuovo di Val di Cecina, in provincia di Pisa.
La cappella fu commissionata a Giovanni Michelucci dalla società Larderello nel 1956, insieme a tre gruppi di abitazioni a schiera, integrate dal centro sociale e dal circolo ricreativo, in un'area caratterizzata da manifestazioni di carattere geotermico.
I lavori terminarono nel 1958.
Il piccolo edificio religioso è costituito da un'aula rettangolare, conclusa da un'abside curvilinea ed affiancata da una stretta fascia con la sagrestia e minuscoli ambienti di servizio; su questo fabbricato laterale si innesta il campanile a vela. Il prolungamento dei muri laterali dell'aula delimita un vestibolo coperto dove i sedili invitano ad una sosta.
Nella configurazione di quest'opera la critica ha rilevato espliciti richiami alla chiesa dei Santi Pietro e Girolamo, progettata da Michelucci alcuni anni prima a Pistoia; il campanile, a traliccio nella parte alta, invece rimanda a quello della chiesa delle Sante Maria e Tecla, sempre a Pistoia.